# Saint-Paul-Trois-Châteaux
Saint-Paul-Trois-Châteaux je francouzská obec v departementu Drôme v regionu Auvergne-Rhône-Alpes. V roce 2018 zde žilo 8 836 obyvatel.

## Vývoj počtu obyvatel
| Rok            | 1962 | 1968 | 1975 | 1982 | 1990 | 1999 | 2008 | 2013 | 2018 |
| Počet obyvatel | 2213 | 4350 | 4349 | 6412 | 6789 | 7277 | 8465 | 8851 | 8836 |
| Prameny: INSEE |      |      |      |      |      |      |      |      |      |

## Zajímavosti
V obci působí škola s výukou francouzštiny pod hlavičkou křesťanské charizmatické organizace Youth with a Mission.
Poblíž obce se nachází Tricastinská jaderná elektrárna, uvedena do provozu v roce 1980.
Obec v letech 2011, 2012, 2018 a 2021 hostila cyklistický závod Tour de France.